# 親子時計
親子時計（おやこどけい）とは、親時計からの信号により子時計を制御する時計システムである。建築設備として設置されるため、設備時計とも呼ばれる。(後述の時計メーカーのカタログでは、「設備時計」で紹介されている。)

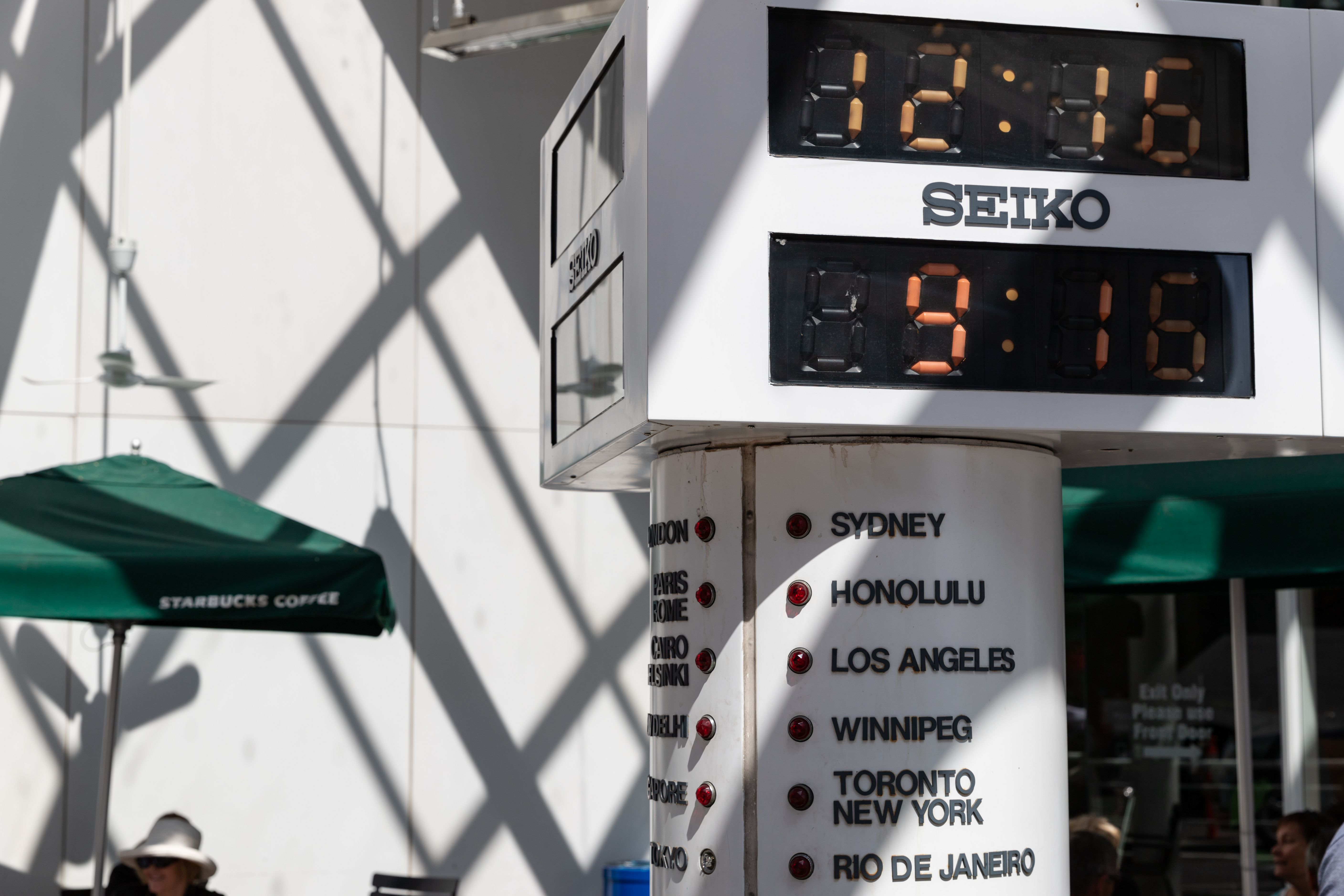
セイコーのロータリーバー式電気子時計

## 特徴
親時計が子時計を一括で集中制御するシステムにより、子時計の表示時刻統一とメンテナンスの手間を最小限に抑えることが目的・特徴である。
鉄道駅・学校・工場・大規模オフィスビル・都道府県庁・市役所・町村役場・空港・議場・病院・公会堂・放送局・船舶など、多数の子時計を設置するもの、屋外の柱上や時計台、ビルの壁面や塔の時計など、高所のようなメンテナンスが容易でない子時計を制御するものがある。
クォーツ時計・電波時計の価格の低下に伴い、親子時計は設備費がかかるため優位性は低下傾向にあるが、時計台などでは必要不可欠なものである。

## 仕組み

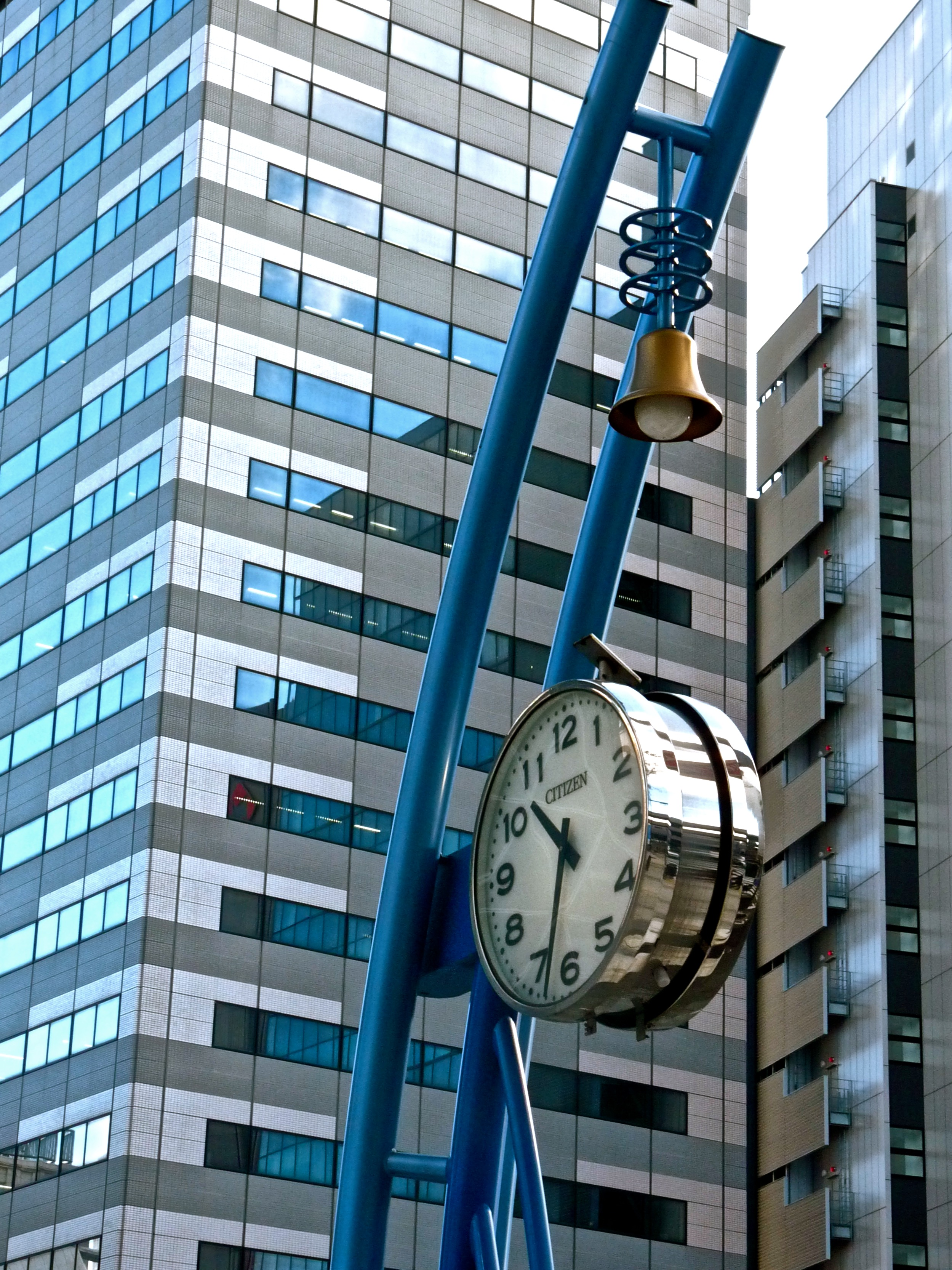
シチズンT.I.C.製のアナログ子時計（両面）

親時計は、古くは振り子式、やや下っては電源同期式とした。近年ではクォーツ時計だが、精度を要する場合は電子回路的に温度補償したものか、恒温槽を使用する（水晶発振子は温度依存性がある）。外部に依存する場合は電波時計（電波時計#その他の電波を使った時計も参照）、近年ではNTPを利用したコンピュータ・ネットワークによる同期もある。放送局など、外部の信号源に依存できなかったり、さらに精度を要する場合はルビジウムや原子時計など特殊で高精度な時計を利用する。そういった目的の設備では、多重化されることも多い。停電発生時のために蓄電池を内蔵するものも多い。
親時計は、標準品ではDC(直流)24V 360mAを1回路とし、この回路数によって子時計の接続台数が決まる。(子時計は通常1台で12mAを消費するので、1回路当たり子時計を30台まで接続可能である。ただし、大型の子時計は20mA消費する物があるので、これらの子時計を接続した場合は当然接続可能台数が減る事になる。)
なお、最近では親時計にプログラムタイマーの機能の付いた物もある。また、パルス発生器(親時計の簡易的なもので、子時計を4～5台まで動かせられる(DC24V 60mA))というものもある。
子時計の駆動は、親時計から2秒以下の幅のパルス信号を送り、アナログの子時計のステッピングモーターを駆動するものが多い。多くは30秒(放送局は１秒)、古いものだと1分ごとに交互の位相(通常、DC24Vの＋と－が交互に入れ替わる)の、時計回りの順方向のみの信号を送り、修正する場合はこれを2秒以下ごとに送る。この場合は子時計側に電源配線を必要とせず、信号線も2線で済むという利点がある。子時計側に電子部品を使わず、親時計側での信号線の絶縁も容易なので落雷による破損にも強い。ただし、1時間単位での時刻合わせには長い時間がかかるという欠点がある。
アナログでも逆方向の信号を持つものもあるが、追加の制御機構または配線の増加を必要とし、設備が割高になる。

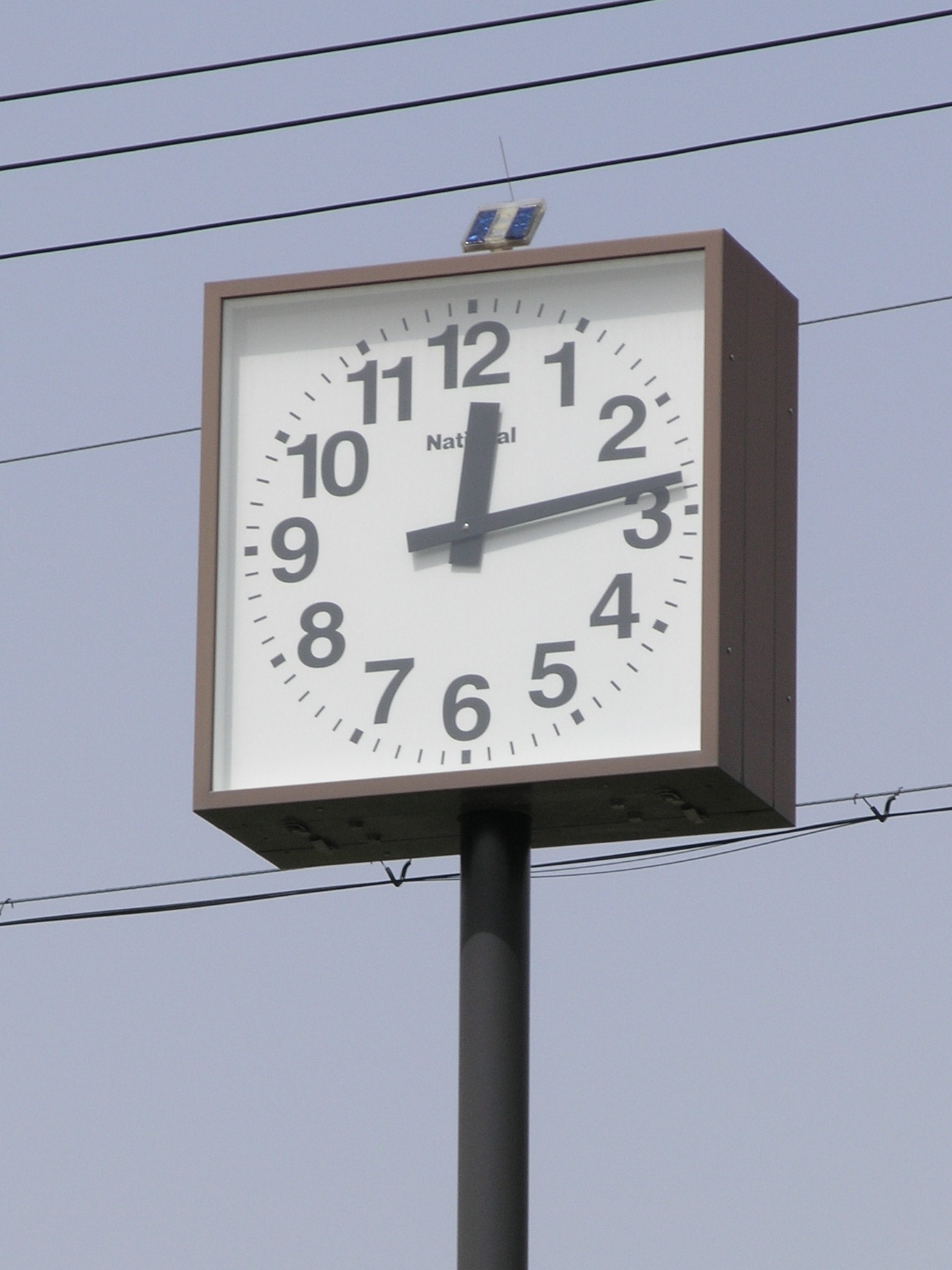
ナショナル(現パナソニック)製のポール型子時計(両面)

時計台用の塔時計では、パルス信号のみではモーターを駆動できず、別に制御機構を必要とする。

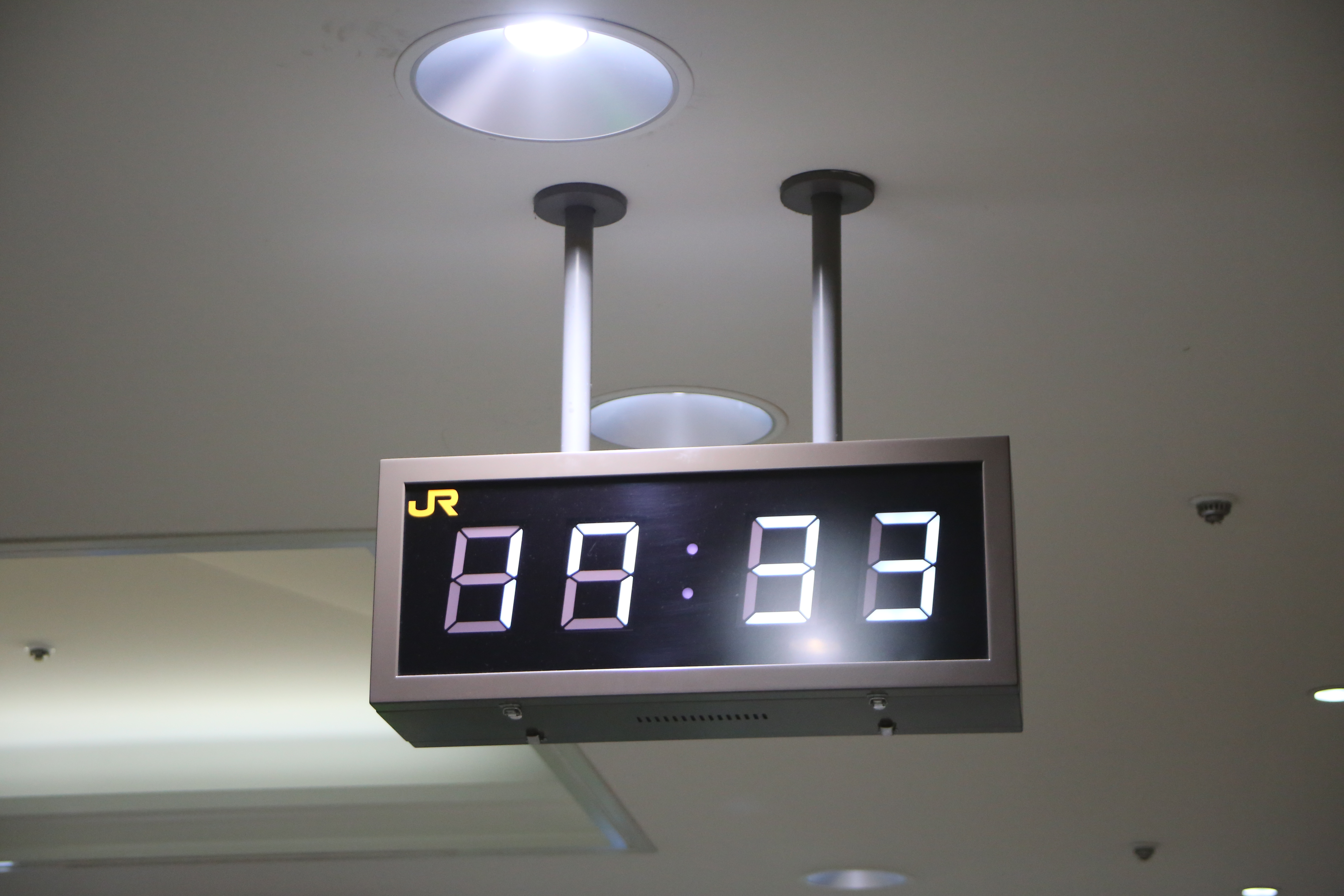
デジタル式子時計(シチズンT.I.C.製)

子時計がデジタル時計の場合、シリアル通信で表示させることもある。この場合は別に電源が必要となることが多い(電源と信号を多重化しない場合)が、時刻合わせは一瞬で完了する。尚、親時計からの子時計駆動信号と同期をとるタイプのものもある。子時計のみで動かすことができるものも多い。
子時計がロータリーバー式(磁気反転式)の場合デジタル式と同じくシリアル通信で表示させることもある。この場合は別に電源が必要となることが多い(電源と信号を多重化しない場合)が、時刻合わせは一瞬で完了する。尚、親時計からの子時計駆動信号と同期をとるタイプのものもある。
これは1文字につき7つのバーを磁気で反転させることにより、デジタル式のように数学を表示する方式である。子時計のみで動かすことができるものも多い。
また、この方式は故障しているものが多く正常に稼働していることは稀である。

パタパタ式は反転フラップを用いて時刻を表示するものである。
時刻合わせは1時間単位での時刻合わせには長い時間がかかる。

## 用途
鉄道では、線路沿いの通信線路で信号を送信し集中制御している。
学校・工場などでは、始業・終業を知らせる自動放送システム(ベルタイマー)、照明・空気調和自動発停システムと一体のものとして整備されている。
日本ではシチズンT.I.C.・セイコータイムクリエーション・パナソニックの各子会社の製品がシェアの多くを占めている。(セイコータイムシステムは2021年4月1日にセイコークロックと経営統合しセイコータイムクリエーションになった)
官公庁では仕様が定められており、入札による受注が行われることが多い。
スイス鉄道時計は、秒針が1分より1.5秒早く1周し、毎正分で同期を取るという原始的な同期方式による親子時計である。